# Liberté, égalité, fraternité

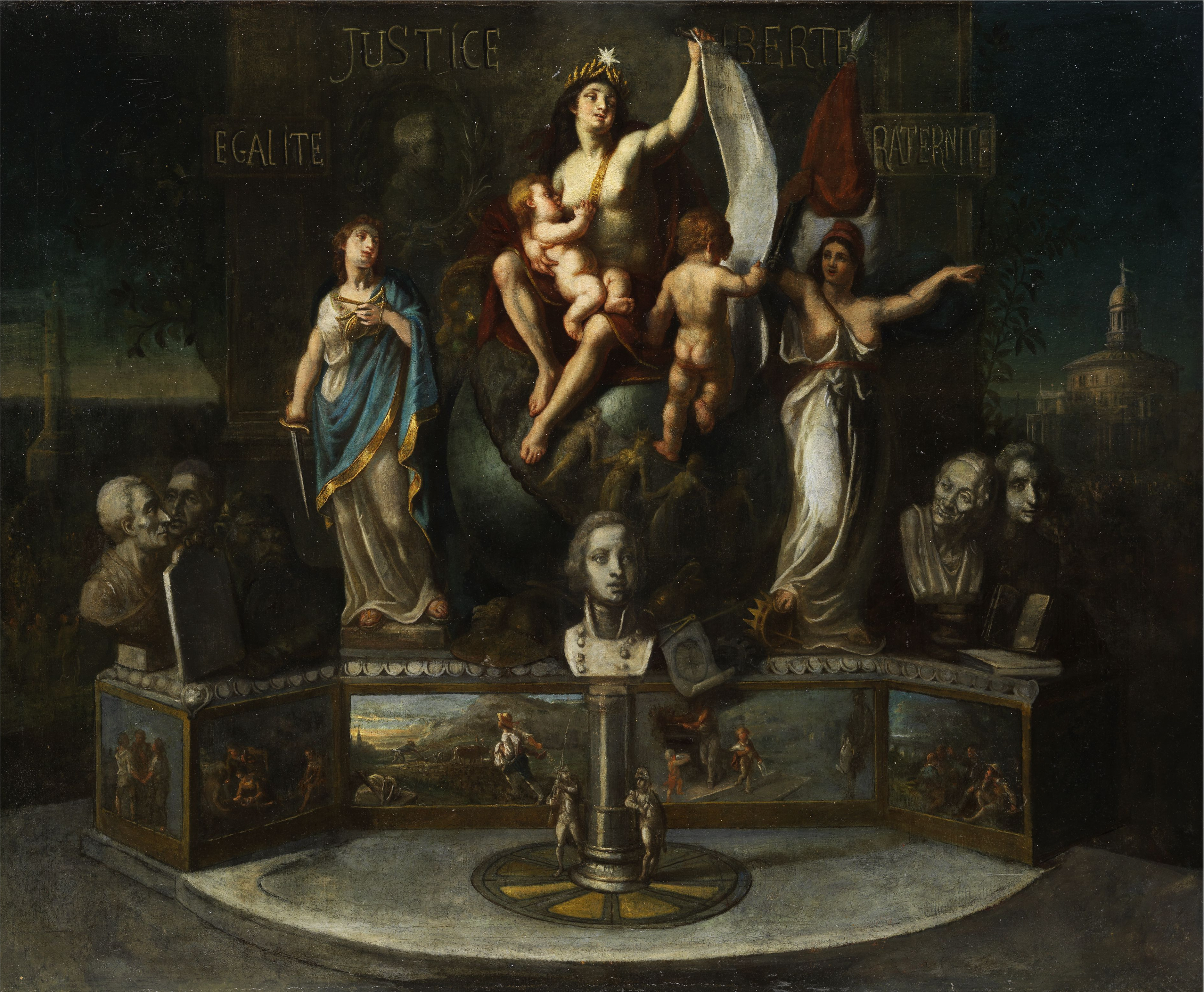
Alegoria sobre os valores da Constituição de 1800, mostrando o lema "Liberté, égalité, fraternité ou la Mort"

Liberté, Égalité, Fraternité (Liberdade, igualdade, fraternidade, em português do francês) foi o lema da Revolução Francesa. O slôgane sobreviveu à revolução, tornando-se o grito de ativistas em prol da democracia liberal ou constitucional e da derrubada de governos opressores à sua realização. O slôgane é citado na Constituição francesa de 1946 e 1958.
Embora seja impossível apontar um autor, um dia, uma hora, e termos de apontar o seu aparecimento como sendo sobretudo criação colectiva dessa conturbada época, quem na verdade se refere a esta trilogia primeiro parece fora desse contexto revolucionário. Ela pertence ao humanista cristão Étienne de La Boétie, amigo de Montaigne e colaborador de Michel de l´Hôpital, que a escrevera, já por volta de 1550, no seu "Discours de la servitude volontaire" ("Discurso da servidão voluntária").
Em seguida, encontramos os três princípios nas obras de alguns autores católicos do século XVII com igual propósito, nomeadamente em Antoine Arnauld que propõe, em 1644, uma tradução do "De moribus ecclesiæ catholicæ", de Santo Agostinho no qual se lê que: a Igreja reúne os homens em fraternidade, que os religiosos vivem a igualdade por não terem propriedades, que os fiéis “vivem na caridade, na santidade e na liberdade cristã”.
Só muito mais tarde, em Maio de 1791, vê-mos-lo num discurso inflamado de René Louis de Girardin, marquês de Vauvray, dirigido aos membros do Clube dos Cordeliers, no qual, pela primeira vez, foi proposta o lema “Liberdade, igualdade, fraternidade” que a partir daí se tornaria a da República Francesa e por "simpatia" ou "incorporação" o da francomaçonaria que a apoiava.

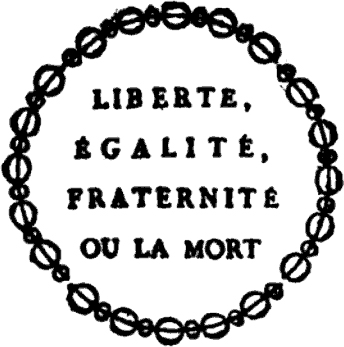
Liberdade, igualdade, fraternidade ou a morte

A sua fidelização, enquanto divisa simbólica, surgirá reforçada logo em 1793 com o hebertista Antoine-François Momoro ordenando aos seus cidadãos, de Paris, a pendurarem nas suas casas, em grandes caracteres, as seguintes palavras: "Unidade, Indivisibilidade da República, Liberdade, Igualdade, Fraternidade, ou a Morte” e que estava dentro do seu espírito ateu e grande divulgador do Culto da Razão.[carece de fontes?]
Durante a ocupação alemã na França durante a II Guerra Mundial o lema foi substituído na área do governo de Vichy com a frase Travail, famille, patrie (trabalho, família e pátria) para evitar possíveis interpretações subversivas e desordenadas.[carece de fontes?]